# 帕頓斯堡 (伊利諾伊州)
帕頓斯堡（英語：Pattonsburg）是位於美國伊利諾伊州馬歇爾縣的一個非建制地區。該地的面積和人口皆未知。

## 地理
帕頓斯堡的座標為40°56′56″N 89°11′04″W / 40.94889°N 89.18444°W，而該地的平均海拔高度為207米（即679英尺）。